# Amerikai pite filmek
Az Amerikai pite (American Pie) nyolc filmből (négy hivatalos, és négy spin-off részből) álló tinivígjáték-sorozat, melyet Adam Herz alkotott meg. Az első film, az Amerikai pite 1999. július 9-én jelent meg az Universal Pictures forgalmazásában, az eredeti filmet még három folytatás követte. Az Amerikai pite 2. 2001-ben, míg a Amerikai pite: Az esküvő 2003-ban került a mozikba. A negyedik folytatást 2012-ben mutatták be, Amerikai pite: A találkozó címmel. A film sikeressége miatt egy ötödik hivatalos film elkészítésének lehetőségét is bejelentették.
2005 és 2009 között további négy spin-off film jelent meg, melyek cselekménye csak lazán kapcsolódik az eredeti filmek történéseihez.
Az eredeti sorozat első részében Jim Levenstein (Jason Biggs) próbál közelebb kerülni osztálytársnőjéhez, Nadiához (Shannon Elizabeth), miközben Jim a legjobb barátaival Kevin Myersszel (Thomas Ian Nicholas), Paul Finch-csel (Eddie Kaye Thomas) és Chris Ostreicherrel (Chris Klein) szövetséget köt, melynek értelmében a fiúk még az érettségi előtt elveszítik szüzességüket. A második filmben a már egyetemista főszereplők volt osztálytársukkal, Steve Stiflerrel (Seann William Scott) egy nyaralással egybekötött bulit szerveznek, miközben Jim az előző részben megismert barátja, Michelle Flaherty (Alyson Hannigan) iránt kezd el érdeklődni. A harmadik filmben Jim és Michelle az esküvőjüket tervezgetik, a negyedik részben pedig a főszereplők több mint egy évtized után találkoznak a gimnazista osztálytalálkozójukon.
A spin-off filmekben Stifler családtagjai és rokonai kapnak főszerepet, akik az eredeti sorozat szereplőihez hasonló kalandokba keverednek. A filmekben szerepel Stifler öccse, Matt (Tad Hilgenbrink) valamint az unokatestvérei Erik (John White), Dwight (Steve Talley) és Scott (John Patrick Jordan).
Az eredeti, négy filmből álló sorozat összesen 145 millió dolláros költségvetésből készült el, világszerte pedig 989 millió dolláros bevételt ért el.

## A sorozat részei

### Mozifilmek
| Film                                          | Bemutató                                | Rendező                          | Író                              | Producer                                                                                  |
| --------------------------------------------- | --------------------------------------- | -------------------------------- | -------------------------------- | ----------------------------------------------------------------------------------------- |
| Amerikai pite (American Pie)                  | 1999. július 9. 1999. december 2.       | Chris Weitz & Paul Weitz         | Adam Herz                        | Chris Moore, Craig Perry, Chris Weitz & Warren Zide                                       |
| Amerikai pite 2. (American Pie 2 )            | 2001. augusztus 11. 2001. november 15.  | J. B. Rogers                     | Adam Herz                        | Chris Bender, Adam Herz, Chris Moore, Craig Perry, Chris Weitz & Paul Weitz & Warren Zide |
| Amerikai pite: Az esküvő (American Wedding)   | 2003. augusztus 1. 2003. szeptember 25. | Jesse Dylan                      | Adam Herz                        | Chris Bender, Adam Herz, Chris Moore, Craig Perry, Chris Weitz & Paul Weitz & Warren Zide |
| Amerikai pite: A találkozó (American Reunion) | 2012. április 6. 2012. április 5.       | Jon Hurwitz & Hayden Schlossberg | Jon Hurwitz & Hayden Schlossberg | Chris Moore, Craig Perry & Warren Zide                                                    |

Az első részben (1999) Jim Levenstein és barátai, Kevin Myers, Paul Finch, valamint Chris Ostreicher a középiskola befejezése előtt igyekeznek elveszíteni szüzességüket. Jim a cseh cserediákot, Nadiát próbálja elcsábítani, majd amikor kudarcot vall, egyik osztálytársát, a látszólag félénk Michelle-t hívja el a szalagavatóra. Stifler szalagavató utáni buliján Jim egyéjszakás kapcsolatot létesít Michelle-lel és elveszíti a szüzességét. Az Amerikai pite 2.-ben (2001) Jim és barátai nyári bulit szerveznek egy hétvégi házban, hogy ismét összehozzák a középiskolai csapatot. Nadia visszatér, ezért Jim Michelle-től kér gyakorlati tanácsokat, hogy elcsábíthassa a lányt. Jim végül felismeri, hogy valójában Michelle-t szereti, ezért a film végén sajátos módon szerelmet vall neki. Az Amerikai pite: Az esküvő című filmben (2003) Jim eljegyzi Michelle-t, Finch, Kevin és Stifler pedig segít megszervezni az esküvőt.
A legújabb folytatásban, az Amerikai pite: A találkozó című filmben (2012) több mint egy évtized telt el az első rész eseményei óta. Jim és Michelle már házasok, és gyermekük is született. Kevin szintén megnősült, Oz és Heather pedig eltávolodott egymástól. Finch még mindig keresi az igazit, míg Stifler képtelen elfogadni, hogy a középiskolai éveknek már hosszú ideje vége. A barátok most egy gimnazista osztálytalálkozón találkoznak újra egymással, tizenhárom évvel az érettségi után.

### Spin-off filmek
| Film                                                                                    | Rendező       | Író                               | Producer                                                        |
| --------------------------------------------------------------------------------------- | ------------- | --------------------------------- | --------------------------------------------------------------- |
| Amerikai pite 4. – A zenetáborban (2005) (American Pie Presents: Band Camp)             | Steve Rash    | Brad Riddell                      | Mike Elliott                                                    |
| Amerikai pite 5. – Pucér maraton (2006) (American Pie Presents: The Naked Mile)         | Joe Nussbaum  | Eric Lindsay                      | W. K. Border                                                    |
| Amerikai pite 6. – Béta-ház (2007) (American Pie Presents: Beta House)                  | Andrew Waller | Eric Lindsay                      | W. K. Border                                                    |
| Amerikai pite 7. – A szerelem Bibliája (2009) (American Pie Presents: The Book of Love) | John Putch    | David H. Steinberg                | Mike Elliot, Craig Perry & Warren Zide                          |
| American Pie Presents: Girls' Rules (2020)                                              | Mike Elliott  | Blayne Weaver, David H. Steinberg | Mike Elliott, Abbey Lessanu, Joseph P. Genier, Karen Gorodetzky |

Az Amerikai pite 4. – A zenetáborban (2005) főszereplője, Steve Stifler öccse, Matt Stifler (Tad Hilgenbrink), akit rossz magaviselete miatt arra kényszerítenek, hogy részt vegyen egy nyári zenetáborban. Mattnek rá kell döbbennie, hogy változtatnia kell arrogáns viselkedésén, ha el akarja nyerni a tábor egyik résztvevőjének, Elyse-nek a szívét.
Az Amerikai pite 5. – Pucér maraton (2006) középpontjában Steve és Matt Stifler unokatestvére, Erik Stifler (John White) áll, aki rokonaival ellentétben nem túl szerencsés a nőknél. Hogy elveszítse a szüzességét, kap egy hét „kimenőt” a barátnőjétől, Tracytől (Jessy Schram). Erik ezt arra akarja felhasználni, hogy meglátogassa unokatestvérét, Dwight Stiflert az egyetemen, és ott elveszítse a szüzességét.
Az Amerikai pite 6. – Béta-ház (2007) egy évvel az előző film után játszódik. Erik immár befejezte a középiskolát, és szakított korábbi barátnőjével. Hogy Dwight egyetemi házába bekerülhessen, komoly próbatételeken kell átesnie, miközben megismerkedik egy lánnyal, Ashleyvel (Meghan Heffern).
Az Amerikai pite 7. – A szerelem Bibliája (2009) tíz évvel az Amerikai pite után játszódik, és nem kapcsolódik az előző három spin-off filmhez, leszámítva Jim apjának, Mr. Levenstein-nak a szereplését. A filmben tűz üt ki az egyetemi könyvtárban, melynek során megsemmisül a Szerelem Bibliája (mely az első filmben szerepel). Mr. Levenstein, a könyv eredeti megalkotója segítségével a tüzet okozó fiúk elhatározzák, hogy rekonstruálják a könyvet, miközben szüzességüket is próbálják elveszíteni.
Az American Pie Presents: Girls' Rules (2020) főszereplője Steve Stifler unokahúga, Stephanie, aki barátnőivel együtt keveredik pikáns helyzetekbe.

## Szereplők
| Szereplő                       | Film                | Film                | Film                     | Film                              | Film                             | Film                        | Film                                   | Film                                        |
| Szereplő                       | Amerikai pite       | Amerikai pite 2.    | Amerikai pite: Az esküvő | Amerikai pite 4. – A zenetáborban | Amerikai pite 5. – Pucér maraton | Amerikai pite 6. – Béta-ház | Amerikai pite 7. – A szerelem Bibliája | Amerikai pite: A találkozó                  |
| Szereplő                       | 1999                | 2001                | 2003                     | 2005                              | 2006                             | 2007                        | 2009                                   | 2012                                        |
| ------------------------------ | ------------------- | ------------------- | ------------------------ | --------------------------------- | -------------------------------- | --------------------------- | -------------------------------------- | ------------------------------------------- |
| Noah Levenstein                | Eugene Levy         | Eugene Levy         | Eugene Levy              | Eugene Levy                       | Eugene Levy                      | Eugene Levy                 | Eugene Levy                            | Eugene Levy                                 |
| James 'Jim' Levenstein         | Jason Biggs         | Jason Biggs         | Jason Biggs              |                                   |                                  |                             |                                        | Jason Biggs                                 |
| Michelle Levenstein (Flaherty) | Alyson Hannigan     | Alyson Hannigan     | Alyson Hannigan          |                                   |                                  |                             |                                        | Alyson Hannigan                             |
| Steve Stifler                  | Seann William Scott | Seann William Scott | Seann William Scott      |                                   |                                  |                             |                                        | Seann William Scott                         |
| Kevin Myers                    | Thomas Ian Nicholas | Thomas Ian Nicholas | Thomas Ian Nicholas      |                                   |                                  |                             |                                        | Thomas Ian Nicholas                         |
| Paul Finch                     | Eddie Kaye Thomas   | Eddie Kaye Thomas   | Eddie Kaye Thomas        |                                   |                                  |                             |                                        | Eddie Kaye Thomas                           |
| Chris 'Oz' Ostreicher          | Chris Klein         | Chris Klein         |                          |                                   |                                  |                             |                                        | Chris Klein                                 |
| Heather                        | Mena Suvari         | Mena Suvari         |                          |                                   |                                  |                             |                                        | Mena Suvari                                 |
| Victoria 'Vicky' Lathum        | Tara Reid           | Tara Reid           |                          |                                   |                                  |                             |                                        | Tara Reid                                   |
| Jessica                        | Natasha Lyonne      | Natasha Lyonne      |                          |                                   |                                  |                             |                                        | Natasha Lyonne (cameo)                      |
| Nadia                          | Shannon Elizabeth   | Shannon Elizabeth   |                          |                                   |                                  |                             |                                        | Shannon Elizabeth (cameo)                   |
| Chuck Sherman                  | Chris Owen          | Chris Owen          |                          | Chris Owen                        |                                  |                             |                                        | Chris Owen (cameo)                          |
| Mrs. Levenstein                | Molly Cheek         | Molly Cheek         | Molly Cheek              |                                   |                                  |                             |                                        | Molly Cheek (cameoszerep)                   |
| Cadence Flaherty               |                     |                     | January Jones            |                                   |                                  |                             |                                        |                                             |
| Harold Flaherty                |                     |                     | Fred Willard             |                                   |                                  |                             |                                        |                                             |
| Mary Flaherty                  |                     |                     | Deborah Rush             |                                   |                                  |                             |                                        |                                             |
| Jeanine Stifler                | Jennifer Coolidge   | Jennifer Coolidge   | Jennifer Coolidge        |                                   |                                  |                             |                                        | Jennifer Coolidge                           |
| John (aka MILF Guy #2)         | John Cho            | John Cho            | John Cho                 |                                   |                                  |                             |                                        | John Cho                                    |
| Justin (aka MILF Guy #1)       | Justin Isfield      | Justin Isfield      | Justin Isfield           |                                   |                                  |                             |                                        | Justin Isfield (cameo)                      |
| Selena                         |                     |                     |                          |                                   |                                  |                             |                                        | Dania Ramírez                               |
| Mia                            |                     |                     |                          |                                   |                                  |                             |                                        | Katrina Bowden                              |
| Kara                           |                     |                     |                          |                                   |                                  |                             |                                        | Ali Cobrin                                  |
| AJ                             |                     |                     |                          |                                   |                                  |                             |                                        | Chuck Hittinger                             |
| Ron                            |                     |                     |                          |                                   |                                  |                             |                                        | Jay Harrington                              |
| Rachel Finch                   |                     |                     |                          |                                   |                                  |                             |                                        | Rebecca De Mornay (stáblistán nem szerepel) |
| Matt Stifler                   | Eli Marienthal      | Eli Marienthal      |                          | Tad Hilgenbrink                   |                                  |                             |                                        |                                             |
| Elyse Houston                  |                     |                     |                          | Arielle Kebbel                    |                                  |                             |                                        |                                             |
| Chloe                          |                     |                     |                          | Crystle Lightning                 |                                  |                             |                                        |                                             |
| James 'Jimmy' Chong            |                     |                     |                          | Jun Hee Lee                       |                                  |                             |                                        |                                             |
| Ernie Kaplowitz                |                     |                     |                          | Jason Earles                      |                                  |                             |                                        |                                             |
| Erik Stifler                   |                     |                     |                          |                                   | John White                       | John White                  |                                        |                                             |
| Dwight Stifler                 |                     |                     |                          |                                   | Steve Talley                     | Steve Talley                |                                        |                                             |
| Harry Stifler                  |                     |                     |                          |                                   | Christopher McDonald             | Christopher McDonald        |                                        |                                             |
| Tracy Sterling                 |                     |                     |                          |                                   | Jessy Schram                     |                             |                                        |                                             |
| Rob Shearson                   |                     |                     |                          |                                   |                                  |                             | Bug Hall                               |                                             |
| Scott Stifler                  |                     |                     |                          |                                   |                                  |                             | John Patrick Jordan                    |                                             |
| Nathan Jenkyll                 |                     |                     |                          |                                   |                                  |                             | Kevin M. Horton                        |                                             |
| Marshall 'Lube' Lubetsky       |                     |                     |                          |                                   |                                  |                             | Brandon Hardesty                       |                                             |
| Heidi                          |                     |                     |                          |                                   |                                  |                             | Beth Behrs                             |                                             |
| Ashley                         |                     |                     |                          |                                   |                                  |                             | Jennifer Holland                       |                                             |
| Madeline Shearson              |                     |                     |                          |                                   |                                  |                             | Rosanna Arquette                       |                                             |

## Fogadtatás

### Bevételi adatok
| Film                       | Eredeti bemutató    | Bevétel            | Bevétel            | Bevétel            | Költségvetés       | Forrás |
| Film                       | Eredeti bemutató    | USA                | Többi ország       | Összesen           | Költségvetés       | Forrás |
| -------------------------- | ------------------- | ------------------ | ------------------ | ------------------ | ------------------ | ------ |
| Amerikai pite              | 1999. július 9.     | 102 561 004 dollár | 132 922 000 dollár | 235 483 004 dollár | 10 000 000 dollár  | [ 6 ]  |
| Amerikai pite 2.           | 2001. augusztus 11. | 145 103 595 dollár | 142 450 000 dollár | 287 553 595 dollár | 30 000 000 dollár  | [ 7 ]  |
| Amerikai pite: Az esküvő   | 2003. augusztus 1.  | 104 565 114 dollár | 126 884 089 dollár | 231 449 203 dollár | 55 000 000 dollár  | [ 8 ]  |
| Amerikai pite: A találkozó | 2012. április 5.    | 57 011 521 dollár  | 177 978 063 dollár | 234 989 584 dollár | 50 000 000 dollár  | [ 9 ]  |
| Összesen                   | Összesen            | 409 241 234 dollár | 580 234 152 dollár | 989 475 386 dollár | 145 000 000 dollár |        |

### Kritikai fogadtatás
| Film                       | Rotten Tomatoes           | Metacritic              |
| -------------------------- | ------------------------- | ----------------------- |
| Amerikai pite              | 61% (122 kritika alapján) | 58 (30 kritika alapján) |
| Amerikai pite 2.           | 52% (126 kritika alapján) | 43 (28 kritika alapján) |
| Amerikai pite: Az esküvő   | 55% (154 kritika alapján) | 43 (34 kritika alapján) |
| Amerikai pite: A találkozó | 44% (169 kritika alapján) | 49 (34 kritika alapján) |

## Fordítás
Ez a szócikk részben vagy egészben  az   American Pie (series) című angol Wikipédia-szócikk fordításán alapul.  Az eredeti cikk szerkesztőit annak laptörténete sorolja fel. Ez a jelzés csupán a megfogalmazás eredetét és a szerzői jogokat jelzi, nem szolgál a cikkben szereplő információk forrásmegjelöléseként.